# Telefilme
Un telefilme o telepelícula es una película realizada para ser transmitida exclusivamente por televisión. El formato apareció en Estados Unidos en 1978 para incentivar a las audiencias televisivas a ver en casa una película equivalente a los largometrajes exhibidos en salas de cine. Los telefilmes suelen contar con un presupuesto más escueto que las películas realizadas para cine, pero cuentan con un número de géneros y temas tan amplios como los trabajos cinematográficos. A menudo, los telefilmes se conciben como episodios especiales de series de televisión en curso con la intención de atraer más audiencia, o bien como secuelas de largometrajes de cine. Con frecuencia, se ruedan como telefilmes los episodios piloto de las series de televisión.
En algunos países como Reino Unido o España se producen numerosos telefilmes por año, sobre todo en cadenas importantes.

## Antecedentes históricos
La televisión, en sus comienzos, empezó produciendo informativos televisivos y boletines informativos. Con el transcurso del tiempo y el desarrollo de los artefactos tecnológicos, se le fueron incorporando a la televisión características que hicieron posible que el telefilme saliera al aire de manera positiva ante los espectadores.
Este nuevo híbrido posee las características más sobresalientes de sus antecesores: lenguaje cinematográfico, mayor calidad de imagen y desenlaces narrativos. 

### Antecedentes históricos en los Estados Unidos
Los primeros telefilmes fueron vistos por primera vez en la pantalla chica estadounidense. Tuvieron un éxito inmenso en ese país y se exportaron a muchas partes del mundo. Entre tantos, se encuentran: Twin Peaks emitido en 1990 y 1991, creado por Mark Frost y David Lynch. Six Feet Under, realizado por HBO. 24, emitido en el canal FOX y producido por Imagine Television. CSI, emitido por la cadena CBS, creado por Anthony E. Zuiker y producido por Jerry Bruckheimer. Lost, emitido por la ABC, escrito por Jeffrey Lieber, J.J. Abrams y Damon Lindelof.

### Antecedentes históricos en Argentina
Los primeros telefilmes intentaron tomar todos los factores de producción de los telefilmes estadounidenses, sin embargo seguían manteniendo las características propias de un producto comercial televisivo. Las primeras producciones en Argentina fueron de realización española: "Fortunata y Jacinta" y "Los gozos y las sombras" creadas en los años 1980. "Situación límite", de 1983, fue un unitario dirigido por Oscar Barney Finn y se estrenó en ATC. En la década de 1990 se realizó "Desde adentro", "Dónde estás amor de mi vida que no te puedo encontrar" y "Nueve lunas". El primer ficcional que se acercó a un telefilme, fue "Poliladron", que reflejaba de alguna u otra manera la realidad del país, era drástico con toques costumbristas. Fue dirigida por Jorge Nisco.

## Características de los telefilmes
La ficción es la base para la construcción de un telefilme. Pueden ser historias creadas por un guionista, o basadas en algún hecho verídico, pero en ambos casos, mostrados como situaciones ficcionalizadas.
El tratamiento estético del telefilme es fundado de manera similar al del cine. Pese a que la mayoría de los telefilmes no están grabados en soportes cinematográficos, la calidad de Imagen tiene la nitidez de una película. Esto se debe a los tratamientos y adiciones de filtros en posproducción.
Los movimientos de cámara son los característicos de cine, entre ellos el travelling sobre rieles, grúas, steadycam, entre otros. El tratamiento de Arte y Fotografía es muy detallado, y difiere en todo aspecto con el de una telenovela. El manejo de la iluminación, escenografía, vestuario, maquillaje denotan un gran trabajo que enriquece el producto final, hasta puntos nunca antes pensados para la televisión. Además, utilizan muchos escenarios naturales, que generan una alta credibilidad y verosimilitud en los televidentes.
El tratamiento del sonido, la musicalización y los efectos sonoros, demostró en los telefilmes que la música es una buena generadora de sensaciones, que hasta en algún punto puede llegar a generar más sensaciones que un diálogo. 
Además de todas estas características extraídas del cine, el telefilme tiene ciertos detalles televisivos. La creación del guion es distinta: está pensada para los cortes publicitarios. Esto hace que el guionista deba colocar en los momentos justos, antes de cada corte publicitario un punto de tensión o atracción para que el televidente no cambie de canal.
La emisión de dicho formato televisivo es llevada a cabo por la programación del canal. De esta manera, el gerente de programación tiene el poder de elección en cuanto al horario de transmisión y el día.